# Phòng thể dục

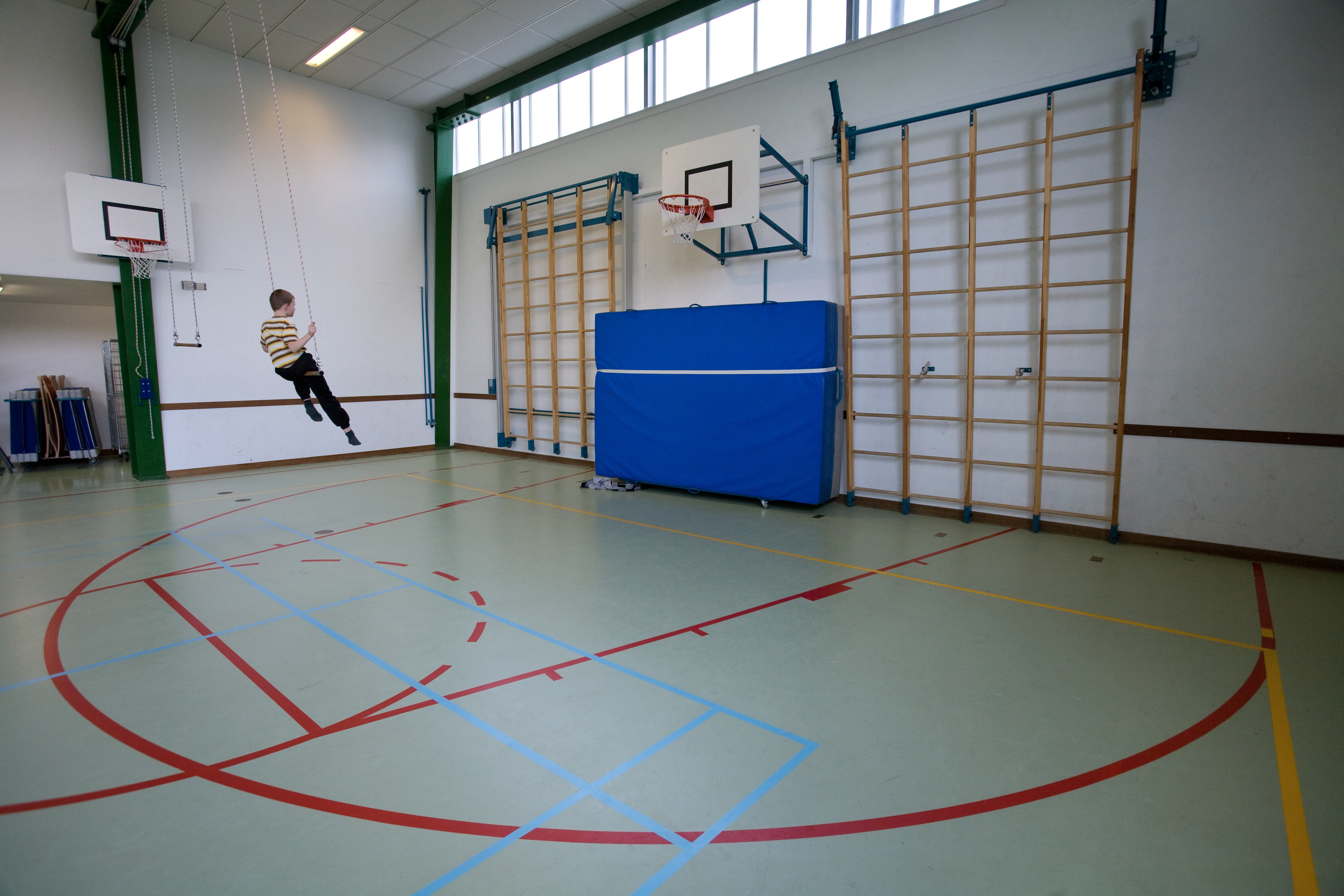
Bên trong một phòng thể dục ở Amsterdam, Hà Lan

Phòng thể dục hay còn có những tên gọi khác như phòng tập thể dục, phòng thi đấu, là một địa điểm có mái che dành cho các hoạt động thể dục thể thao. Nó thường có ở các trung tâm thể dục thể thao và phòng tập gym, cũng như là không gian tập luyện ở các cơ sở giáo dục. Ngoài ra còn có cụm từ "phòng tập gym", chỉ đến địa điểm dành cho các hoạt động nghỉ ngơi giải trí trong nhà. Phòng thể dục cũng có thể lộ thiên. Đây là nơi có đủ số trang thiết bị và máy móc được người ta dùng để tập thể dục thể thao.